# Creepy Nuts
Creepy Nuts ist eine japanische Hip-Hop-Gruppe, bestehend aus R-Shitei und DJ Matsunaga, die 2017 ihr Debüt feierte.

## Geschichte
Die Band nahm an dem Kompilationsalbum Kaikoo Planet III des Musikfestivals Kaikoo teil, das am 7. August 2013 veröffentlicht wurde.
Im Jahr 2014 traten die Band beim Fuji Rock Festival 2014 auf.
Am 1. März 2015 gaben sie bekannt, dass sie einen Managementvertrag mit Steel Street unterzeichnet haben und veröffentlichten am 20. Januar 2016 die EP Tarinai Futari (たりないふたり).
Am 1. Februar 2017 veröffentlichten sie ihre zweite EP, Jouen Danyuu-Shou (助演男優賞). Am 11. April 2018 wurde ihr erstes Studioalbum Creep Show (クリープ・ショー) veröffentlicht. Am 25. Juli desselben Jahres erschien die Kompilation INDIES COMPLETE.
Am 7. August 2019 veröffentlichten sie die EP Yofukashi no uta, dessen gleichnamige Single für den Anime Call of the Night als Ending verwendet wurde.
Am 26. August 2020 wurde ihr Mini-Album Katsute Tensai Datta Ore-tachi e (かつて天才だった俺たちへ) veröffentlicht. Am 1. September 2021 wurde ihr zweites Studioalbum Case veröffentlicht. Am 7. September 2022 wurde ihre Single Daten (堕天) und ihr drittes Studioalbum Ensemble Play (アンサンブル・プレイ) veröffentlicht.
Am 7. Januar 2024 veröffentlichte das Duo mit dem Lied Bling-Bang-Bang-Born neue Musik, zunächst auf digitaler Ebene als Musikdownload und im Musikstream. Das Stück ist in der Vorspannsequenz der zweiten Staffel der Anime-Fernsehserie Mashle: Magic and Muscles zu hören. Das Lied avancierte dank eines kurzen Ausschnitts aus dieser Videosequenz zu einem viralen Hit und erreichte kurz nach seiner Veröffentlichung Platz eins der Streaming-Charts von Apple Music und Spotify. In den iTunes Hip-Hop-Charts unterschiedlicher Länder, darunter Indonesien, Taiwan, Laos, Mexiko, Chile und der Ukraine konnte das Lied die Chartspitze erreichen. Innerhalb von zwei Wochen überbot Bling-Bang-Bang-Born die Marke von 30 Millionen Streamingabrufen. Mit dem Song erreichte das Duo mit Platz 173 der französischen Singlecharts erstmals eine internationale Chartnotierung.

## Diskografie

### Studioalben
| Jahr | Titel                                | Höchstplatzierung, Gesamtwochen, AuszeichnungChartsChartplatzierungen (Jahr, Titel, Platzierungen, Wochen, Auszeichnungen, Anmerkungen) | Anmerkungen                             |
| Jahr | Titel                                | JP | Anmerkungen                             |
| ---- | ------------------------------------ | --- | --------------------------------------- |
| 2018 | Creep Show (クリープ・ショー)        | JP16 (7 Wo.)JP | Erstveröffentlichung: 11. April 2018    |
| 2021 | Case                                 | JP3 (16 Wo.)JP | Erstveröffentlichung: 1. September 2021 |
| 2022 | Ensemble Play (アンサンブル・プレイ) | JP3 (15 Wo.)JP | Erstveröffentlichung: 7. September 2022 |

### Kompilationen
| Jahr | Titel                          | Höchstplatzierung, Gesamtwochen, AuszeichnungChartsChartplatzierungen (Jahr, Titel, Platzierungen, Wochen, Auszeichnungen, Anmerkungen) | Anmerkungen                         |
| Jahr | Titel                          | JP | Anmerkungen                         |
| ---- | ------------------------------ | --- | ----------------------------------- |
| 2018 | Creepy Nuts「Indies Complete」 | JP148 (2 Wo.)JP | Erstveröffentlichung: 25. Juli 2018 |

### EPs
| Jahr | Titel                                                     | Höchstplatzierung, Gesamtwochen, AuszeichnungChartsChartplatzierungen (Jahr, Titel, Platzierungen, Wochen, Auszeichnungen, Anmerkungen) | Anmerkungen                           |
| Jahr | Titel                                                     | JP | Anmerkungen                           |
| ---- | --------------------------------------------------------- | --- | ------------------------------------- |
| 2016 | Tarinai Futari (たりないふたり)                           | JP43 (23 Wo.)JP | Erstveröffentlichung: 20. Januar 2016 |
| 2017 | Jouen Danyuu-Shou (助演男優賞)                            | JP16 (7 Wo.)JP | Erstveröffentlichung: 1. Februar 2017 |
| 2019 | Yofukashi no Uta                                          | JP12 (27 Wo.)JP | Erstveröffentlichung: 7. August 2019  |
| 2020 | Katsute Tensai Datta Ore-tachi e かつて天才だった俺たちへ | JP5 (22 Wo.)JP | Erstveröffentlichung: 26. August 2020 |

### Singles
| Jahr | Titel Album | Höchstplatzierung, Gesamtwochen, AuszeichnungChartplatzierungen (Jahr, Titel, Album, Platzierungen, Wochen, Auszeichnungen, Anmerkungen) | Höchstplatzierung, Gesamtwochen, AuszeichnungChartplatzierungen (Jahr, Titel, Album, Platzierungen, Wochen, Auszeichnungen, Anmerkungen) | Anmerkungen                                                             |
| Jahr | Titel Album | JP | KR | Anmerkungen                                                             |
| ---- | --- | --- | --- | ----------------------------------------------------------------------- |
| 2017 | Koukou Debut, Daigaku Debut, Zenbu Shippaishita Kedo Major Debut. (高校デビュー、大学デビュー、全部失敗したけどメジャーデビュー。) Creep Show | JP23 (4 Wo.)JP | — | Erstveröffentlichung: 8. November 2017                                  |
| 2022 | Daten (堕天) Ensemble Play | JP9 Platin (Streaming) · (8 Wo.)JP | — | Erstveröffentlichung: 7. September 2022, Vorspann von Call of the Night |
| 2024 | Bling-Bang-Bang-Born Legion | JP6 Platin (Digital) + Diamant (Streaming) · (48 Wo.)JP                                                                                  | KR188 (1 Wo.)KR | Erstveröffentlichung: 20. März 2024                                     |
| 2024 | Otonoke (オトノケ) Legion | JP19 Gold (Digital) + Platin (Streaming) · (10 Wo.)JP                                                                                    | — | Erstveröffentlichung: 4. Oktober 2024 11. Dezember 2024 (CD)            |
| 2025 | Doppelgänger – | JP— Gold (Streaming)JP | — | Erstveröffentlichung: 24. Januar 2025                                   |

Weitere Lieder
- 2018: Yofukashi no Uta よふかしのうた (JP: Platin (Streaming))
- 2020: Santora サントラ (JP: Gold (Streaming))
- 2020: Nobishiro のびしろ (JP: ×2Doppelplatin (Streaming) )
- 2021: Katsute Tensai Datta Ore-tachi e かつて天才だった俺たちへ (JP: Platin (Streaming))
- 2022: Baka Majime ばかまじめ (feat. Ayase & Lilas Ikuta, JP: Platin (Streaming))
- 2024: Nidone 二度寝 (JP: Platin (Streaming))

## Auszeichnungen für Musikverkäufe
| Goldene Schallplatte - Mexiko - 2025: für die Single Bling-Bang-Bang-Born - Polen - 2024: für die Single Bling-Bang-Bang-Born - Vereinigte Staaten - 2025: für die Single Bling-Bang-Bang-Born - 2025: für die Single Otonoke (オトノケ) |

Anmerkung: Auszeichnungen in Ländern aus den Charttabellen bzw. Chartboxen sind in ebendiesen zu finden.
| Land/RegionAuszeichnungen für Musikverkäufe (Land/Region, Auszeichnungen, Verkäufe, Quellen) | Gold     | Platin     | Diamant  | Verkäufe  | Quellen            |
| -------------------------------------------------------------------------------------------- | -------- | ---------- | -------- | --------- | ------------------ |
| Japan (RIAJ)                                                                                 | 3× Gold3 | 9× Platin9 | Diamant1 | 350.000   | riaj.or.jp JP2 JP3 |
| Mexiko (AMPROFON)                                                                            | Gold1    | —          | —        | 70.000    | amprofon.com.mx    |
| Polen (ZPAV)                                                                                 | Gold1    | —          | —        | 25.000    | olis.pl            |
| Vereinigte Staaten (RIAA)                                                                    | 2× Gold2 | —          | —        | 1.000.000 | riaa.com           |
| Insgesamt                                                                                    | 7× Gold7 | 9× Platin9 | Diamant1 |           |                    |